# 义聚永酒
义聚永酒是天津出产的一系列白酒，源于1880年刘鑫在当地创立的“义聚永烧锅”。1956年当局将“义聚永”、“义丰永”、“同聚永”、“广聚永” 、“ 同丰涌”、“裕庆永”、“永丰玉”、“裕丰永”、“广兴居”、“春泰永”十家私营酒坊合并到天津食品进出口有限公司，以义聚永原来的“金星牌”为商标统一出口，后数度迁址、易名。义聚永酒的主要产品为高粱酒，用大麦、豌豆、小麦制曲，以直沽烧锅的传统酿造工艺酿成。

## 玫瑰露酒
金星牌玫瑰露酒是在高粱酒的基础上研发的。原来传统生产方式仅为将玫瑰花瓣浸于高粱酒中而成，后酒厂将工艺改为瑰花瓣轧碎蒸煮同酿，凝成液体后，先将液体和入高粱酒中，再加入玉竹汁，和糖水各三分配合之，经蒸馏和、勾兑、和窖贮两年以上，方可出厂市售。采用新工艺后大大提升了产品质量，广受欢迎，被消费者誉为“中国的白兰地”。

## 五加皮酒
金星牌五加皮酒也是在高粱酒的基础上研发的，乃一种保健药酒。此酒以高粱酒为主料，配以五加皮、玉竹、当归、栀子、熟地，陈皮、丁香、砂仁、甘草等二十余种中药酿成，酒液呈宝石红色。<ref name=l2>